# 2-й провулок Крилова (Мелітополь)
2-й провулок Крилова — провулок у Мелітополі. Починається від вулиці Павла Сивицького, йде вгору, перетинає провулок Павла Сивицького і закінчується перехрестям х провулком Бадигіна. Проходить через приватний сектор.

## Назва
Провулок названо на честь Івана Крилова (1769—1844) — російського байкара.
Поруч з ним розташовані вулиця Крилова, 1-й провулок Крилова і 3-й провулок Крилова. 22 грудня 1957 року міська влада також затверджувала рішення про найменування ім'ям Крилова вулиці прорізаної в районі вулиць Гризодубової, Пушкіна, Олеся Гончара і провулка Олександра Тишлера, але свідчень реалізації рішення або його відміни не знайдено.
2-й провулок Крилова перевищує за довжиною вулицю Крилова.

## Історія
Провулок створений 19 вересня 1968 і тоді ж отримав свою назву.